# Phlegmariurus austroecuadoricus
Espèce
Statut de conservation UICN

VU : Vulnérable
Phlegmariurus austroecuadoricus est une espèce de plantes de la famille des Lycopodiaceae.

## Répartition
Phlegmariurus austroecuadoricus est endémique de l'Équateur. Ses aires de répartition naturelles sont des forêts de montagne subtropicales ou tropicales humides et des prairies subtropicales ou tropicales de haute altitude. Cette espèce est menacée par la perte de son habitat naturel et est classée vulnérable sur la liste rouge de l'UICN.

## Systématique
Le nom correct complet (avec auteur) de ce taxon est Phlegmariurus austroecuadoricus (B.Øllg. (d)) B.Øllg..
L'espèce a été initialement classée dans le genre Huperzia sous le basionyme Huperzia austroecuadorica B.Øllg..
Phlegmariurus austroecuadoricus a pour synonyme :
- Huperzia austroecuadorica B.Øllg.